# Pietroșani (Teleorman)
Pietroşani é uma comuna romena localizada no distrito de Teleorman, na região de Muntênia. A comuna possui uma área de 104.86 km² e sua população era de 3040 habitantes segundo o censo de 2007.